# Steneto
Steneto es una reserva de la biosfera de Bulgaria, declarada en el año 1977. No está habitada y forma parte del parque nacional de los Balcanes Centrales, con sede en Gabrovo. Comprende toda la cuenca superior del río Cherni Osam. Se encuentra a unos 20 kilómetro al sur de la ciudad de Troyan en la provincia de Lovech. 
Su extensión total son 3.578,8 hectáreas, todas de Zona Núcleo. La altitud de esta reserva es de 650 a 2.166 m s. n. m. Su principal ecosistema es mixto de montañas y tierras altas. Hay bosques de árboles caducifolios como hayas, especie de la que pueden encontrarse ejemplares de hasta 200 años de antigüedad, carpes, arces sicómoros o arces reales y también de coníferas como piceas o abetos plateados. En esta reserva natural puede verse una especie endémica de los Balcanes: Haberlea rhodopensis. También hay zonas de pradería y gargantas fluviales excavadas en la caliza.
La fauna es típica de esta media montaña templada, con osos, rebecos, ciervos y jabalíes. 
Esta reserva de la biosfera está actualmente bajo revisión.